# Skogsdykare
Skogsdykare (Cephalophus) är ett släkte i familjen slidhornsdjur (Bovidae) med upp till 18 arter som förekommer i Afrika.

## Utseende
Storleken varierar mycket mellan arterna. De största når en kroppslängd (huvud och bål) av 150 till 190 cm medan de minsta bara blir 60 till 65 cm långa. Svansen är hos stora arter 18 till 20 cm lång och hos små arter 9 till 10 cm lång. Stora skogsdykare har en mankhöjd av 70 till 90 cm samt en vikt av 45 till 80 kg. Samma värden för små arter är 35 till 41 cm respektive 3,5 till 9,0 kg. Hornen är beroende på art 3 till 21 cm långa. Skogsdykare har en brun till svart päls på ryggen och hos flera arter förekommer tydliga strimmor. Undersidan kan ha samma färg som ovansidan eller den är ljusare till vitaktig. Extremiteterna är jämförelsevis korta. De lite bakåt böjda hornen finns hos bägge kön, de kan vara gömda i en hårtofs på huvudet.
Det vetenskapliga namnet Cephalophus är det latinska ordet för "hårtofs på huvudet".

## Systematik
Antalet arter i släktet är omstridd. Den följande listan är enligt Nowak (1999) och har 18 arter. Ofta delas släktet i tre till fyra undersläkten eller artgrupper. Sällan räknas även grådykaren (Sylvicapra grimmia) till släktet så att Cephalophus är identisk med underfamiljen dykarantiloper (Cephalophinae). Wilson & Reeder (2005) betraktar undersläktet Philantomba som självständig släkte och listar bara 15 arter till Cephalophus.
- Undersläkte Cephalophorus
  - Aders dykare (Cephalophus adersi)
  - Natal dykare (Cephalophus natalensis)
  - Cephalophus harveyi
  - Svartansiktad dykare (Cephalophus nigrifrons
  - Blåbandad dykare (Cephalophus rufilatus)
  - Cephalophus rubidus
  - Vitmagad dykare (Cephalophus leucogaster)
  - Ogilbys dykare (Cephalophus ogilbyi)
  - Peters dykare (Cephalophus callipygus)
  - Weyns dykare (Cephalophus weynsi)
  - Svart dykare (Cephalophus niger)
- Undersläkte Cephalophus
  - Abbotts dykare (Cephalophus spadix)
  - Gulryggad dykare (Cephalophus sylvicultor)
  - Jentinkdykare (Cephalophus jentinki)
  - Svartryggad dykare (Cephalophus dorsalis)
- Undersläkte Cephalophula
  - Sebradykare (Cephalophus zebra)
- Undersläkte Philantomba
  - Blå dykare (Cephalophus monticola)
  - Maxwells dykare (Cephalophus maxwellii)

## Ekologi
Skogsdykare lever i olika habitat. Några föredrar savanner med glest fördelade buskar och träd medan andra vistas i täta skogar eller i bergstrakter som ligger 3 500 meter över havet. Vid fara hoppar ("dyker") de blixtsnabb mot den täta vegetationen och gömmer sig där, varav de har fått sitt svenska trivialnamn. De är främst aktiva på natten och lever ensam eller i par. De markerar sitt revir med körtelvätska och försvarar territoriet mot artfränder av samma kön.
Fortplantningssättet är inte känt för alla arter. Hos Maxwells dykare parar sig honor två gånger per år så att ungarna föds under de två torrperioder, januari till mars respektive augusti/september. Dräktigheten varar beroende på art mellan 120 och 245 dagar och sedan föds en unge åt gången. Ungar av små arter dias ungefär två månader. De större arterna blir könsmogna efter cirka nio månader.

## Skogsdykare och människor
Afrikas ursprungsbefolkning jagar skogsdykare för köttets skull men de var aldrig målet för sportjägare på grund av de korta hornen. Det största hotet utgörs av habitatförstörelse.
IUCN listar Aders dykare som akut hotad (CR) samt Jentinkdykare och Abbotts dykare som starkt hotad (EN). Nästan alla andra arter betraktas som livskraftig (LC).